# Championnats du monde de lutte 1989
Les  Championnats du monde de lutte 1989 se sont tenus du 24 août au 3 septembre 1989 à Martigny en Suisse. 

## Hommes

### Lutte gréco-romaine
| Épreuves | Or                        | Argent                    | Bronze                   |
| -------- | ------------------------- | ------------------------- | ------------------------ |
| 48 kg    | Oleg Kucherenko (URS)     | Lars Rønningen (NOR)      | Goun Duk-yong (KOR)      |
| 52 kg    | Aleksandr Ignatenko (URS) | Remzi Öztürk (TUR)        | An Han-bong (KOR)        |
| 57 kg    | Emil Ivanov (BUL)         | Aleksandr Shestakov (URS) | András Sike (HUN)        |
| 62 kg    | Kamandar Madzhidov (URS)  | Huh Byung-ho (KOR)        | Mario Olivera (CUB)      |
| 68 kg    | Claudio Passarelli (FRG)  | Ghani Yalouz (FRA)        | Levon Julfalakyan (URS)  |
| 74 kg    | Daulet Turlykhanov (URS)  | Anton Arghira (ROU)       | Petar Tenev (BUL)        |
| 82 kg    | Tibor Komáromi (HUN)      | Mikhail Mamiashvili (URS) | Magnus Fredriksson (SWE) |
| 90 kg    | Maik Bullmann (GDR)       | Michial Foy (USA)         | Roger Gries (FRG)        |
| 100 kg   | Gerhard Himmel (FRG)      | Ilia Georgiev (BUL)       | Anatoly Fedorenko (URS)  |
| 130 kg   | Aleksandr Karelin (URS)   | László Klauz (HUN)        | Tomas Johansson (SWE)    |

### Lutte libre
| Épreuves | Or                         | Argent                   | Bronze                 |
| -------- | -------------------------- | ------------------------ | ---------------------- |
| 48 kg    | Kim Jong-shin (KOR)        | Ri Hak-son (PRK)         | Gnel Medzhlumyan (URS) |
| 52 kg    | Valentin Yordanov (BUL)    | Vladimir Toguzov (URS)   | Majid Torkan (IRN)     |
| 57 kg    | Kim Yong-sik (PRK)         | Askari Mohammadian (IRN) | Rumen Pavlov (BUL)     |
| 62 kg    | John Smith (USA)           | Gary Bohay (CAN)         | Karsten Polky (GDR)    |
| 68 kg    | Boris Budayev (URS)        | Kosei Akaishi (JPN)      | Ahmet Çakıcı (FRG)     |
| 74 kg    | Kenny Monday (USA)         | Arsen Fadzayev (URS)     | Lodoin Enkhbayar (MGL) |
| 82 kg    | Elmadi Zhabrailov (URS)    | Melvin Douglas (USA)     | Alcide Legrand (FRA)   |
| 90 kg    | Makharbek Khadartsev (URS) | Jim Scherr (USA)         | Gábor Tóth (HUN)       |
| 100 kg   | Akhmed Atavov (URS)        | Bill Scherr (USA)        | Uwe Neupert (GDR)      |
| 130 kg   | Alireza Soleimani (IRN)    | Bruce Baumgartner (USA)  | Aslan Khadartsev (URS) |

## Femmes
| Épreuves | Or                     | Argent                 | Bronze                   |
| -------- | ---------------------- | ---------------------- | ------------------------ |
| 44 kg    | Shoko Yoshimura (JPN)  | Huang Yu-hsin (TPE)    | Trine Strand (NOR)       |
| 47 kg    | Chen Ming-hsiu (TPE)   | Tomoko Natsumeda (JPN) | Afsoon Roshanzamir (USA) |
| 50 kg    | Anne Holten (NOR)      | Asia DeWeese (USA)     | Martine Poupon (FRA)     |
| 53 kg    | Sylvie Van Gucht (FRA) | Chou Yu-ping (TPE)     | Lotte Søvre (NOR)        |
| 57 kg    | Gudrun Høie (NOR)      | Ryoko Sakamoto (JPN)   | Inge Krasser (SUI)       |
| 61 kg    | Jocelyne Sagon (FRA)   | Ine Barlie (NOR)       | Kimie Hoshikawa (JPN)    |
| 65 kg    | Emmanuelle Blind (FRA) | Nina Nilsen (NOR)      | Akiko Iijima (JPN)       |
| 70 kg    | Georgette Jean (FRA)   | Leia Kawaii (USA)      | Rika Iwama (JPN)         |
| 75 kg    | Miyako Shimizu (JPN)   | Kirsten Borgen (NOR)   | Non attribuée            |